# Pseudephedranthus fragrans
Pseudephedranthus fragrans là loài thực vật có hoa thuộc họ Na. Loài này được (R.E.Fr.) Aristeg. miêu tả khoa học đầu tiên năm 1969.